# Ким Чен Ын
Ким Чен Ын  (кор. 김정은?, 金正恩?, по Концевичу — Ким Джонъы́н, род. 8 января 1982, Пхеньян, КНДР) — северокорейский политический, государственный, военный и партийный деятель,  председатель Государственного совета КНДР (с 2016 года, переизбран в апреле 2019 года; альтернативное название должности — «Председатель государственных дел Корейской Народно-Демократической Республики»), генеральным секретарём ЦК Трудовой партии Кореи (ТПК), а также высший руководитель КНДР с 2011 года. До прихода к власти он редко появлялся публично, и многие действия Кима и его правительства остаются неизвестными. Сын Ким Чен Ира и внук Ким Ир Сена.
После смерти своего отца в 2011 году возглавил КНДР. Он занимает должности генерального секретаря Трудовой партии Кореи (в качестве первого секретаря в период между 2012 и 2016 годами и председателя в 2016—2021 годах), председателя Центральной военной комиссии ТПК, Верховного главнокомандующего Корейской народной армии и члена Президиума Политбюро партии — высшего органа принятия решений в КНДР.
Правление Ким Чен Ына отмечено продолжением разработок ракетного и ядерного оружия, запуском космических спутников, проведением экономических реформ, развитием дружеских отношений с Китайской Народной Республикой, а также колебаниями в отношениях с Южной Кореей и странами Запада: от резкого ухудшения в 2015—2017 годах до оттепели в 2018 году.

## Биография
Ким Чен Ын родился в Пхеньяне. Официально датой его рождения считается 8 января 1982 года, однако в 2009 году Японская вещательная корпорация (NHK) отмечала, что эта дата была впервые официально объявлена в июне 2009 года, а по ранее полученной информации Ким Чен Ын должен быть на год младше. NHK предположила, что год рождения был изменён ради совмещения юбилейных дат Ким Чен Ына с юбилеями его отца Ким Чен Ира и деда Ким Ир Сена (родившихся в 1942 и в 1912 году, соответственно).
Ким Чен Ын — третий сын Ким Чен Ира (1942—2011), сына и наследника первого вождя КНДР Ким Ир Сена. Мать Ким Чен Ына — бывшая балерина Ко Ён Хи, третья жена Ким Чен Ира. Ким Чен Ын — первый лидер КНДР, родившийся после основания страны.

### Образование
В апреле 2012 года появились новые документы, свидетельствующие о том, что Ким Чен Ын жил в Швейцарии с 1991 или 1992 года, где получил среднее образование. Есть сведение от Washington Post, что школьные друзья Ким Чен Ына вспоминали, как он часами делал тщательные рисунки карандашом суперзвезды Чикаго Буллз Майкла Джордана.
Высшее образование получил в Военном университете имени Ким Ир Сена (2002—2006). Программист-разработчик. Тема дипломной работы «Компьютерное моделирование для уточнения тактических карт с помощью глобальной навигационной системы (GPS)».
Также Ким Чен Ыну вручили два научных звания — доктор физики в Университете имени Ким Ир Сена и доктор военных наук в Военном Университете имени Ким Ир Сена.

### Партийный рост
В 2006 году в прессе появились сообщения о том, что руководящим работникам Трудовой партии Кореи были розданы значки с портретами Ким Чен Ына, что стало поводом для разговоров о том, что именно Ким Чен Ын будет преемником своего отца на посту руководителя КНДР. В январе 2009 года газета «Труд» сообщила, что Ким Чен Ир издал личную директиву руководителям Трудовой партии Кореи, где назвал Ким Чен Ына своим преемником, что позже подтвердили и спецслужбы Южной Кореи.
26-летнему Ким Чен Ыну в 2008 году в Пхеньяне начали строить отдельную резиденцию. Кроме того, реальное назначение Чен Ына преемником состоялось не в начале 2009 года, как считалось ранее, а в январе 2007 года. Об этом со ссылкой на высокопоставленный источник в КНДР сообщило базирующееся в Сеуле «Открытое радио Северной Кореи». В апреле 2009 года южнокорейское агентство новостей «Ёнхап» сообщило, что Ким стал членом совета национальной обороны КНДР.
В январе 2010 года новостные агентства со ссылкой на южнокорейское издание Daily NK сообщали, что правительство КНДР объявило 8 января — день рождения Ким Чен Ына — национальным праздником КНДР. Это может рассматриваться как ещё одно подтверждение готовившейся передачи власти в КНДР от Ким Чен Ира к сыну.
В марте 2010 года в блоге корееведа Андрея Ланькова появились подтверждения назначения Ким Чен Ына официальным наследником Ким Чен Ира:
Получены новые и, наконец, надёжные подтверждения, что выбор наследника сделан, и кампания по его возвышению набирает обороты. Новым Гением Руководства назначен младший сын нынешнего Гения Руководства, Ким Чон Ын. По всей стране прошли собрания в его честь, выпущены и соответствующие материалы, пока формально закрытые. Есть материалы и в печати, открытой, но не подлежащей распространению за рубежом.

### Военная карьера
| Генерал армии         | Маршал КНДР       | Генералиссимус КНДР |
| --------------------- | ----------------- | ------------------- |
|                       |                   |                     |
| 27 сентября 2010 года | 18 июля 2012 года | 25 апреля 2022 года |

27 сентября 2010 года Ким Чен Ын был произведён в звание генерала армии.
18 июля 2012 года получил звание маршала КНДР, укрепив свои позиции как верховного главнокомандующего Вооружёнными силами, государственные СМИ его часто называли «маршалом Ким Чен Ыном» или просто «маршалом».
25 апреля 2022 года получил звание генералиссимусa КНДР.

### Научные степени
Ким получил две степени: по физике в Университете имени Ким Ир Сена, а другую — как армейский офицер Военного университета имени Ким Ир Сена.
В 2013 году Ким Чен Ын был удостоен почётной докторской степени по экономике частного малайзийского университета HELP.

## Во главе КНДР

### Начало правления
Ким Чен Ир скончался 17 декабря 2011 года от сердечного приступа, но объявлено об этом было спустя два дня. 24 декабря в центральном печатном органе ТПК, газете Нодон Синмун, Ким Чен Ын впервые был назван Верховным главнокомандующим Корейской народной армии: «Мы клянёмся кровавыми слезами называть Ким Чен Ына нашим верховным главнокомандующим, нашим лидером»; позднее, в ночь на 31 декабря Политбюро ЦК Трудовой партии Кореи официально назначило его Верховным главнокомандующим вооружёнными силами страны.
26 декабря «Нодон синмун» сообщила, что Ким Чен Ын утверждён в должности Председателя Центрального комитета Трудовой партии Кореи. Сразу после того, как он стал руководителем КНДР, многие сравнивали его с Михаилом Горбачёвым.
По источнику BBC, изначально предполагалось, что правление страной Ким Чен Ын разделит с дядей Чан Сон Тхэком (позднее, в декабре 2013 года, казнённым по обвинению в государственной измене). 15 апреля 2012 года во время военного парада, посвящённого 100-летию рождения Ким Ир Сена, Ким Чен Ын впервые выступил на публике.

### Внешняя политика
В период его нахождения во главе страны, к концу 2012 года, КНДР вошла в клуб космических держав (опередив Южную Корею), при этом нарушив две резолюции Совета Безопасности ООН (соответственно от 2006 и 2009 годов), и вызвав тем самым всплеск негодования со стороны международного сообщества. В феврале 2013 года КНДР успешно провела третье в своей истории ядерное испытание. Результатом действий Ким Чен Ына и иного руководства КНДР, проигнорировавших резолюции СБ ООН, стала весьма негативная реакция со стороны СБ ООН, ужесточившего санкции против КНДР.
В ответ на это со стороны лидера КНДР последовали угрозы о возможном превентивном ядерном ударе по Соединённым Штатам.
Вскоре после инцидента[какого?], 8 марта 2013 года руководство КНДР аннулировало договор о ненападении с Южной Кореей, подписанный в 1953 году после окончания Корейской войны. В то же время, на седьмом съезде Трудовой партии Кореи Ким Чен Ын отметил, что ядерное оружие будет применяться только в качестве средства обороны.
Резюмируя итоги деятельности Ким Чен Ына по реализации ядерной программы, 11 января 2018 года Президент России Владимир Путин на встрече с руководителями российских печатных СМИ и агентств заявил:
Я думаю, что господин Ким Чен Ын, безусловно, свою партию выиграл. Он решил свою стратегическую задачу, у него есть ядерный заряд, есть ракета глобальной дальности до 13 тыс. километров, которая может достичь практически любой точки земного шара… Он — грамотный абсолютно и зрелый уже политик.
По мнению Путина, лидер КНДР, добившись поставленной цели, теперь «заинтересован в том, чтобы ситуацию зачистить, загладить, успокоить», и на этом пути ему «надо исходить из реалии… действовать крайне аккуратно и, если ставить перед собой трудно решаемую задачу по денуклеаризации Корейского полуострова, то делать это только через диалог и через переговоры».

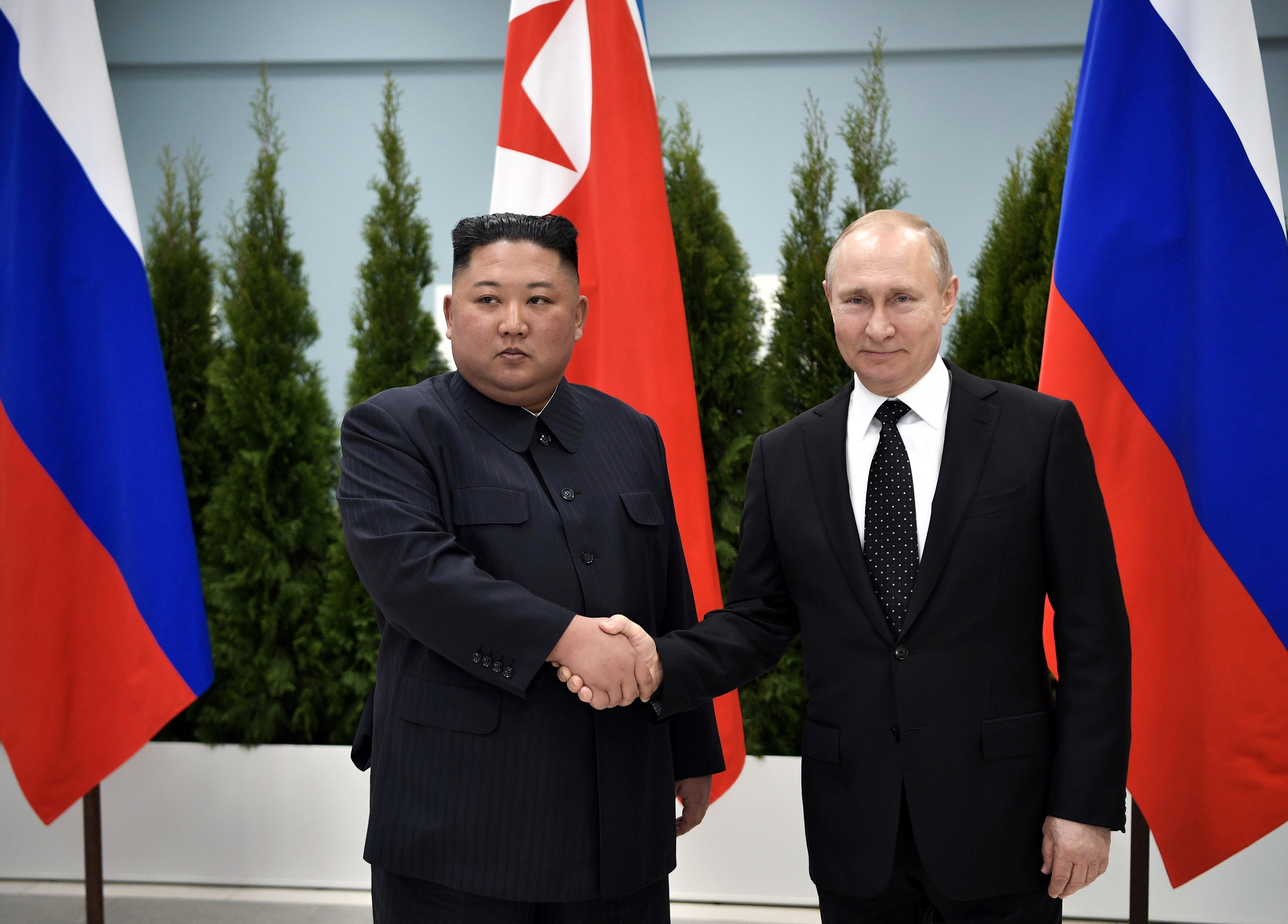
Ким Чен Ын с президентом России Владимиром Путиным. Владивосток, остров Русский, 25 апреля 2019 года

С 25 по 28 марта 2018 года совершил свою первую зарубежную поездку: Ким Чен Ын со своей супругой Ли Соль Чжу прибыл с неофициальным визитом в Пекин (Китай), где встретился с председателем КНР Си Цзиньпином; 7—8 мая Ким Чен Ын второй раз посетил Китай, вновь состоялась его встреча с Си Цзиньпином; стороны обсудили ситуацию на корейском полуострове и двухсторонние отношения.
19—20 июня состоялась третья встреча Ким Чен Ына с Си Цзиньпином, на которой Ким Чен Ын назвал генерального секретаря Компартии Китая «великим руководителем»; Си Цзиньпин же заявил, что Пекин намерен оказывать Пхеньяну поддержку вне зависимости от ситуации в регионе и мире.
Вторая встреча Д. Трампа и Ким Чен Ына состоялась 27—28 февраля 2019 года в Ханое (Вьетнам). Трамп на переговорах настаивал на полной денуклеаризации Корейского полуострова, однако руководитель КНДР не согласился на подобное.
25 апреля 2019 года состоялся визит Ким Чен Ына в Россию, где он встретился на острове Русский (Владивосток) с президентом России Владимиром Путиным. Лидеры более двух часов общались в закрытом от прессы режиме, при этом Путин назвал встречу «достаточно обстоятельной», а Ким — «содержательной», переговоры завершились без каких-либо договорённостей.

### Социально-экономическая политика
Вскоре после прихода Ким Чен Ына к власти, в стране началось проведение экономических реформ, аналогичных китайской политике «реформ и открытости». Отношение государства к частному бизнесу стало более лояльным. Также была создана сеть специальных экономических зон с целью привлечения иностранных инвестиций.
Одной из первых была проведена аграрная реформа. Она заключалась в переходе к «звеньевому» (фактически семейному) подряду. Одна семья или две живущие рядом семьи получили возможность создать подряд, именуемый «малым звеном». Этому «звену» предоставляется земля для обработки, причём значительная часть полученного урожая остаётся самому «звену». До этого крестьяне работали, получая в качестве оплаты фиксированные пайки. Реформа привела к прорыву в сельском хозяйстве. Уже в первый год её осуществления (2013) был получен рекордный урожай зерновых. В промышленности государственные предприятия были фактически переведены на хозрасчёт, получили значительную самостоятельность и стали строить между собой отношения на рыночной основе.
Проведение реформ способствовало быстрому росту частных предприятий и уровня жизни населения.
В КНДР активизировался процесс распространения информационных технологий: в 2014 году из Китая импортировано смартфонов и обычных мобильных телефонов на 82 млн 840 тысяч долларов (вдвое больше, чем в 2013 году).
В 2013 году в рамках комплекса экономических мер «Социалистическая система корпоративного ответственного управления» была увеличена автономия предприятий, а в сельском хозяйстве была внедрена система ответственности за садоводством, увеличившая урожай в некоторых колхозах.
Северокорейские СМИ описывали экономику как «гибкую коллективистскую систему», где предприятия применяли «активные и эволюционные действия» для достижения экономического развития. Эти отчеты отражают общую экономическую политику Ким Чен Ына по реформированию управления, увеличению автономии и созданию стимулов для экономических субъектов, воплощённую в так называемых «реформах 30 мая», целью которых также является обеспечение населения товарами северокорейского производства, внедрение оборонных инноваций в гражданском секторе и активизация международной торговли.
По словам Чон Сончжана из Института Сечжона, Ким Чен Ын проявляет более заметный интерес к благосостоянию своего народа и взаимодействует с ним больше, чем его отец.

### Ядерная программа
В конце января 2013 года КНДР объявила о намерении провести третьи по счету ядерные испытания. 12 февраля Центральное телеграфное агентство Кореи официально объявило об успешном ядерном испытании, что привело к Корейскому кризису.
10 декабря 2015 года Ким Чен Ын заявил о наличии у КНДР водородной бомбы.
В 2016 и 2017 годах КНДР провела ещё три успешных испытания ядерного оружия. В апреле 2018 года Ким Чен Ын заявил о прекращении ядерных испытаний и испытаний баллистических ракет среднего и дальнего радиуса действия, а также о закрытии ядерного полигона. По его словам, КНДР собирается сохранить свой ядерный потенциал.

### Предполагаемая попытка убийства ЦРУ в 2017 году

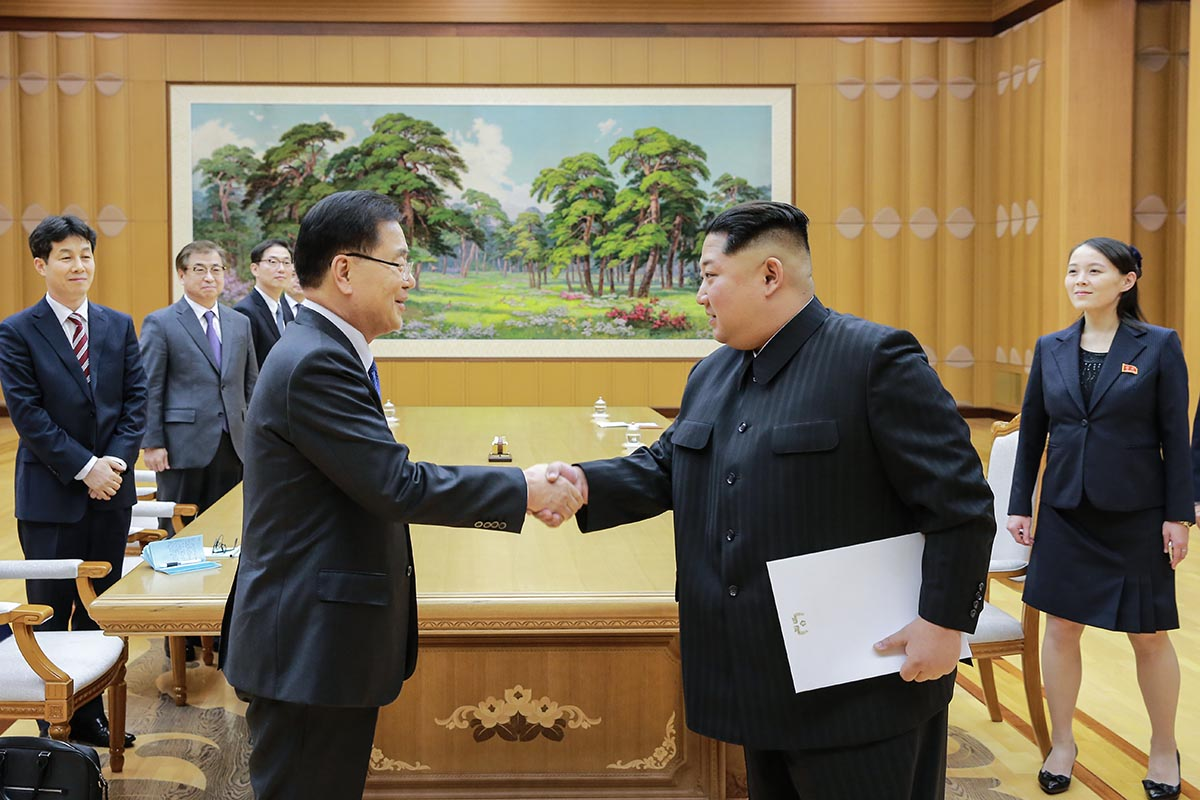
Ким Чен Ын и Чон Ый Ён в Пхеньяне (5 марта 2018 год)

В мае 2017 года правительство КНДР заявило, что ЦРУ и Южнокорейская национальная разведывательная служба завербовали северокорейского лесоруба, который работал в России, чтобы убить Ким Чен Ына «биохимическим оружием», которое было как радиоактивным, так и одновременно ядовитым, и его эффект был бы отсрочен на несколько месяцев. КНДР заявила, что будет добиваться экстрадиции любого, кто участвует в покушении.

### Улучшение отношений с Республикой Кореей и США в 2018 году

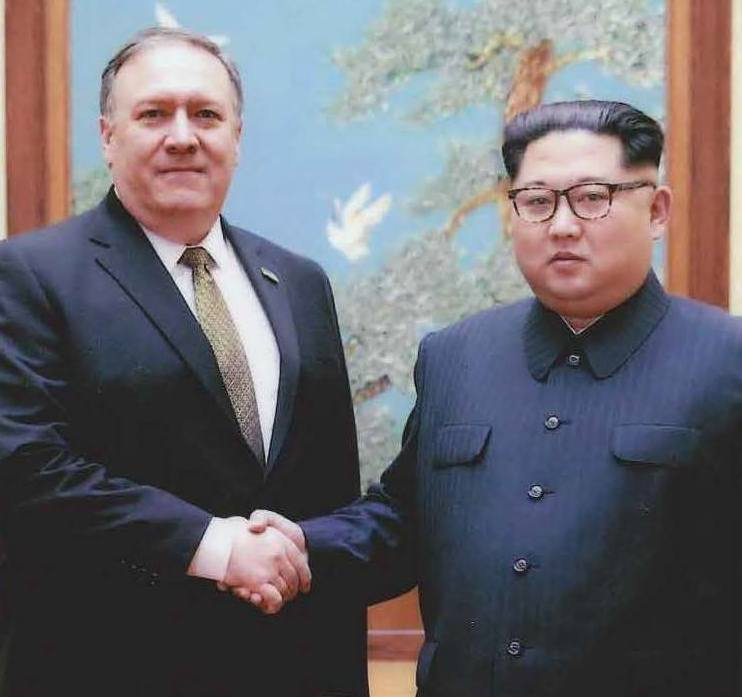
Председатель Ким Чен Ын и директор ЦРУ Майк Помпео (1 апреля 2018)

1 января 2018 года в своей новогодней речи Ким Чен Ын заявил о готовности к диалогу с Сеулом. Уже 9 января в городе Пханмунджоме на границе двух стран начались первые прямые переговоры КНДР и Южной Кореи за последние два с половиной года. По их результатам было согласовано участие КНДР в Олимпийских играх в Пхёнчхане: южнокорейская сторона обратилась за специальным разрешением МОК, которое было выдано, несмотря на несоблюдение сроков подачи заявок на участие. В итоге спортсмены КНДР и Южной Кореи на открытии и закрытии Олимпиады прошли под общим флагом Корейского полуострова, а также впервые была представлена единая женская хоккейная команда.
9 февраля делегация от КНДР, в которую вошли Ким Ё Чжон, сестра Ким Чен Ына, и номинальный глава КНДР Ким Ён Нам, прибыла в Республику Корею на открытие Олимпийских игр. В ходе личной встречи с Мун Чжэ Ином, Ким Ё Чжон передала письмо от брата с приглашением приехать в Пхеньян.
5 марта в КНДР прибыла делегация из 10 человек, в которую вошли 5 спецпосланников президента Республики Корея Мун Чжэ Ина. В Пхеньяне делегация, во главе с руководителем Управления национальной безопасности Республики Кореи Чон Ый Ёном, провела переговоры с Ким Чен Ыном и передала письмо от Мун Чжэ Ина. В ходе встречи Ким Чен Ын заявил, что намерен начать «новую историю объединения родины». По итогам переговоров, стороны договорились о: моратории КНДР на ядерные испытания, переговорах между КНДР и США о нормализации двусторонних отношений и о денуклеаризации Корейского полуострова, саммите между КНДР и Республикой Кореей в конце апреля, в котором предполагается участие лидеров двух стран, организации горячей телефонной линии связи между руководителями КНДР и Республики Корея.

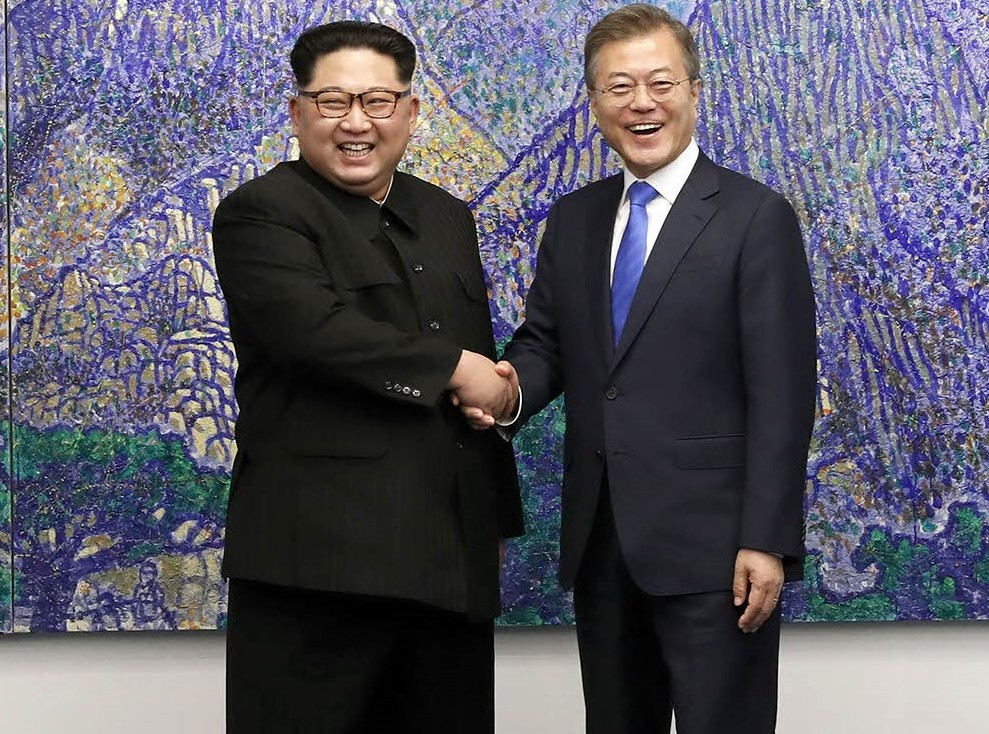
Председатель Ким Чен Ын и президент Мун Чжэ Ин (27 апреля 2018)

9 марта южнокорейская делегация посетила США, где передала письмо Ким Чен Ына Трампу, в котором лидер КНДР обещает воздерживаться от каких-либо дальнейших испытаний ядерного или ракетного оружия. Трамп принял предложение лидера КНДР и выразил желание встретиться с ним ближе к маю.
18 марта южнокорейские и финские источники рассказали CNN, что эксперты и чиновники США, Южной Кореи и КНДР встретятся в Хельсинки для обсуждения программы ядерного разоружения КНДР. Встреча пройдёт в японском посольстве, но точная дата переговоров не сообщается.
29 марта агентство «Рёнхап» сообщило, что стороны договорились провести саммит в населённом пункте Пханмунджом 27 апреля.
1 апреля в КНДР совершил поездку директор ЦРУ Майк Помпео. Стороны обсудили детали двусторонней встречи лидеров двух стран.
27 апреля Высший руководитель КНДР Ким Чен Ын и президент Республики Корея Мун Чжэ Ин встретились у демаркационной линии, разделяющей корейский полуостров. Лидер КНДР стал первым за 65 лет правителем КНДР, ступившим на территорию Южной Кореи. Главы двух государств обменялись рукопожатиями и произнесли приветственные речи, после чего Ким Чен Ын переступил линию и в Доме мира, к югу от границы в деревне Пханмунджом, начался межкорейский саммит, по результатам которого была подписана совместная декларация.
9 мая госсекретарь США Майк Помпео второй раз посетил Пхеньян.
16 мая делегация КНДР отказалась от переговоров с делегацией Южной Кореи и назвала условия, при которых может состояться встреча Ким Чен Ына и президента США Дональда Трампа 12 июня в Сингапуре, однако Дональд Трамп отреагировал на требования КНДР крайне негативно.

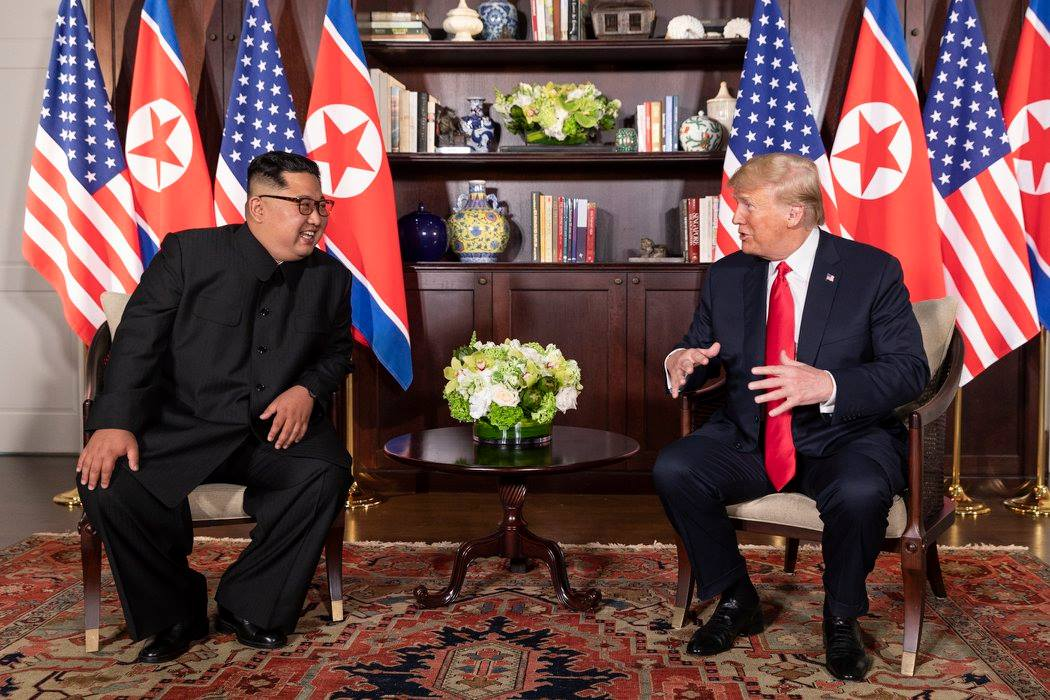
Председатель Ким Чен Ын и президент Дональд Трамп (12 июня 2018)

24 мая 2018 года президент США Дональд Трамп отменил запланированную на 12 июня в Сингапуре встречу с руководителем КНДР Ким Чен Ыном, написав в письме, адресованном лидеру КНДР: «Я с большим нетерпением ожидал встречи с вами. К сожалению, из-за огромного гнева и открытой враждебности, проявленных в ваших заявлениях в последнее время, я чувствую, что в настоящее время проводить запланированную встречу неуместно». Тем не менее Ким Чен Ын 10 июня прилетел в Сингапур на встречу в Трампом, который прилетел на остров чуть позже.
12 июня в Сингапуре состоялся саммит, на котором произошла первая встреча лидера КНДР и президента США.

### «Кимченынизм»
В ноябре 2021 года южнокорейские спецслужбы заявили, что в правящих кругах КНДР стал применяться идеологический термин «кимченынизм». Ким Чен Ын также приказал снять с административных зданий Пхеньяна портреты своих отца и деда. Государственные СМИ стали называть Ким Чен Ына «великим лидером», до этого так называли только его деда Ким Ир Сена. По мнению издания The Times, Ким Чен Ын таким образом стремится выйти из тени своих предков.

## Личная жизнь

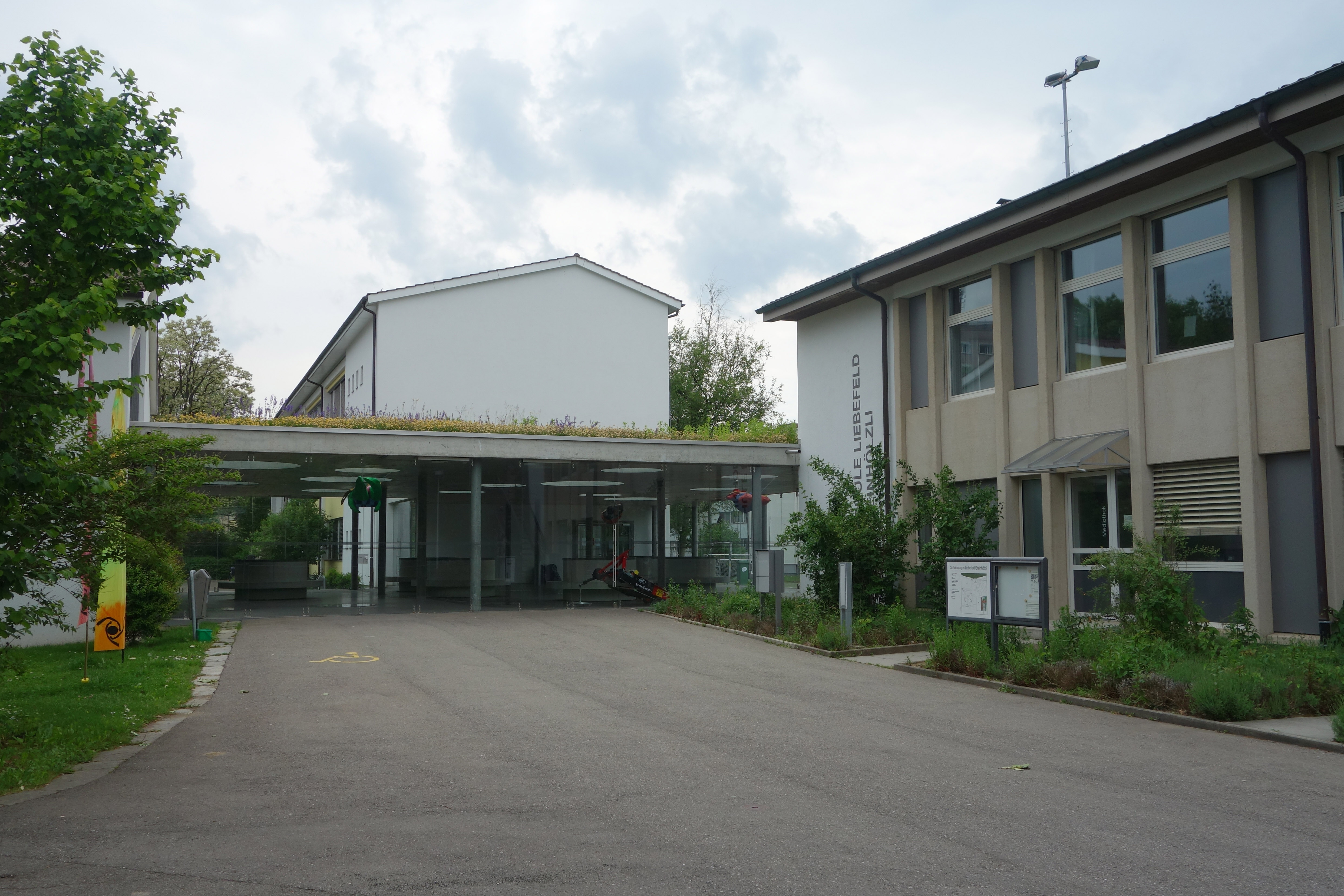
Общественная школа Liebefeld-Steinhölzli в Кёнице, Швейцария, в которой, как сообщается, учился Ким Чен Ын

### Журналистские расследования деталей ранней биографии
По сообщениям, впервые опубликованным в японских газетах, Ким Чен Ын поступил в школу в Швейцарии недалеко от Берна. Вначале утверждалось, что он посещал частную англоязычную международную школу в Гюмлигене под именем «Чол-пак» или «Пак-чол» с 1993 по 1998 год. Он был описан как «застенчивый, хороший студент, который хорошо ладил с одноклассниками и был поклонником баскетбола».
Позже сообщалось, что Ким Чен Ын посещал школу в Кёнице под Берном под именем Пак Ын или Непак с 1998 по 2000 год в качестве сына сотрудника посольства КНДР в Берне. Власти Кёница подтвердили, что студент из КНДР, зарегистрированный как сын члена посольства, посещал школу с августа 1998 года до осени 2000 года, но не смог сообщить подробности о своей личности. Пак Ын впервые посетил специальный класс для детей с иностранным языком, а затем посетил регулярные занятия 6-го, 7-го, 8-го и 9-го числа, и окончательно ушел из школы осенью 2000 года. Он был описан как хорошо интегрированный и амбициозный студент, который любил играть в баскетбол. Тем не менее, его оценки и рейтинг посещаемости, как сообщается, были плохими. Посол КНДР в Швейцарии Ри Су Йонг имел тесные отношения с ним и выступал в качестве наставника. Один из одноклассников Пак Ына сказал журналистам, что он был сыном лидера КНДР. Согласно некоторым источникам, Чен Ын был описан одноклассниками как застенчивый ребёнок, который был неловким с девушками и безразличен к политическим вопросам, но отличился в спорте и увлекся Американской национальной баскетбольной ассоциацией и Майклом Джорданом.
В апреле 2012 года появились новые документы, свидетельствующие о том, что Ким Чен Ын проживал в Швейцарии с 1991 или 1992 года.
Лаборатория анатомической антропологии в Университете Лиона после сопоставления фотографии мальчика Пак Ына, взятой в школе Liebefeld Steinhölzli в 1999 году, с изображением Ким Чен Ына 2012 года, пришли к выводу, что эти два лица показывают соответствие в 95 %. Руководитель института Рауль Перро, судебно-медицинский антрополог, считает, что, скорее всего, на этих двух портретах изображен один и тот же человек.
Считается, что студент в Международной школе им. Гюмлигена, возможно, был не Ким Чен-Ын, а его старший брат Ким Чен Чхоль. Неизвестно, жил ли ученик, известный в Liebefeld Steinhölzli как Пак Ын, в Швейцарии до 1998 года. Все дети Ким Чен Ира, как говорят, жили в Швейцарии, как и мать двух младших сыновей, которые некоторое время жили в Женеве.
Большинство аналитиков согласны с тем, что Ким Чен Ын учился в университете Ким Ир Сена, с 2002 по 2007 год.
Известно, что на протяжении многих лет только одна его подтвержденная фотография была известна за пределами КНДР, видимо, в середине 1990-х годов, когда ему было одиннадцать. Иногда всплывали другие его предполагаемые образы, но они часто оспаривались. Только в июне 2010 года, незадолго до того, как он получил официальные должности и публично представился северокорейскому народу, было выпущено больше фотографий Кима, снятых, когда он посещал школу в Швейцарии. Первым официальным изображением была групповая фотография, выпущенная 30 сентября 2010 года, в которой он сидел в первом ряду, в двух местах от своего отца.
В конце февраля 2018 года агентство Рейтер сообщило, что Ким и его отец использовали поддельные паспорта, предположительно выпущенные Бразилией от 26 февраля 1996 года, для подачи виз в разных странах. Оба паспорта содержат штамп с сообщением «Посольство Бразилии в Праге». В паспорте Ким Чен Ына указано имя «Юсеф Пваг» с датой рождения 1 февраля 1983 года.

### Здоровье
В 2009 году в отчётах[чьих?] говорилось, что Ким Чен Ын был диабетиком и страдал гипертонией. Он курильщик.
Ким Чен Ын не появлялся публично в течение шести недель в сентябре и октябре 2014 года. Государственные СМИ сообщили, что он страдает от «неудобного физического состояния». Когда он снова появился, использовал трость.
В сентябре 2015 года правительство Южной Кореи отметило, что за последние пять лет Ким, по-видимому, набрал лишние 30 кг веса. Масса его тела оценивается в 130 кг. Рост его составляет 170 см.
Весной 2020 года было отмечено значительное снижение публичной активности Ким Чен Ына. 11 апреля он провёл заседание политбюро ЦК ТПК, но 12 апреля не присутствовал на ежегодной сессии Верховного народного собрания. 15 апреля Ким Чен Ын впервые за время своего правления пропустил торжественную церемонию в честь дня рождения Ким Ир Сена в Кымсусанском дворце Солнца. Отсутствие северокорейского лидера на важнейшем национальном празднике вызвало распространение слухов об ухудшении его здоровья. В частности, 22 апреля японское издание Asahi со ссылкой на южнокорейские и американские источники сообщило, что в 2019 году пленумом ЦК ТПК по настоянию самого Ким Чен Ына было принято решение: в случае утраты им трудоспособности власть будет передана его сестре Ким Ё Чжон. После этого Ким Ё Чжон заняла более высокую должность в ЦК ТПК, позволяющую контролировать кадровые вопросы, а 11 апреля 2020 года стала кандидатом в члены Политбюро ЦК ТПК. Её подпись начала появляться под внешнеполитическими документами КНДР. Asahi констатировала, что Ким Ё Чжон фактически стала «человеком номер два» в КНДР и связала рост её влияния с предполагаемым ухудшением здоровья Ким Чен Ына.
1 мая ЦТАК официально сообщило с приложением нескольких фотографий, что Ким Чен Ын вместе с Ким Ё Чжон и группой высокопоставленных чиновников принял участие в церемонии открытия завода фосфорных удобрений в городе Сунчхоне. 6 мая разведывательные службы Южной Кореи заявили, что по имеющимся сведениям снижение публичной активности Ким Чен Ына в 2020 году не вызвано какими-либо проблемами с его здоровьем. 24 мая 2020 года Ким Чен Ын вновь официально появился на публике после продолжительного отсутствия, проведя заседание Центрального военного комитета ТПК по вопросам укрепления национальной обороны.
25 июня министр обороны Японии Таро Коно заявил, что у него «имеются подозрения» относительно состояния здоровья Ким Чен Ына, и о «странных перемещениях» в КНДР, которые могут быть связаны с распространением в государстве коронавирусной инфекции и желанием Ким Чен Ына избежать заражения. Обсуждать подробности Таро Коно отказался, сославшись на секретность разведданных.
В августе 2021 года сообщалось, что жителям КНДР запретили обсуждать здоровье и внешний вид Ким Чен Ына после его похудения. Наблюдатели подсчитали, что с момента прихода к власти в 2011 году Ким Чен Ын набирал по 6-7 килограммов каждый год, а в 2020 году весил уже 140 килограммов.
9 сентября 2021 года сильно похудевший северокорейский лидер появился на военном параде в честь 73-й годовщины основания КНДР. Южнокорейское агентство Yonhap со ссылкой на доклад государственного разведывательного управления Южной Кореи, сделанный в ходе закрытого заседания парламента, сообщает, что Ким Чен Ын сбросил порядка 20 килограммов, но никаких проблем со здоровьем у него не наблюдается. Докладчики также опровергли слухи, что на параде вместо Кима присутствовал его двойник.

### Культура, спорт, увлечения
The Washington Post сообщила в 2009 году, что школьные друзья Ким Чен Ына напомнили, что он «проводил часы, делая скрупулёзные рисунки карандашом суперзвезды Чикаго Буллз Майкла Джордана». Он был одержим баскетболом и компьютерными играми. 26 февраля 2013 года Ким Чен Ын встретился с Деннисом Родманом, в результате чего многие репортёры предполагают что Родман был первым американцем, которого встретил Ким. Родман описал свою поездку на частный остров Ким Чен Ына: «Это похоже на Гавайи или Ивису, но он единственный, кто живёт там».
Согласно дипломатическим источникам, «Ким Чен Ын любит пить и ходить по вечеринкам всю ночь». Как сообщается, Ким Чен Ын вербует молодых женщин-компаньонов, чтобы сформировать «развлекательную группу», дабы развлечь его.
Ким Чен Ын, как и его отец, любит поп-культуру и следит за баскетбольными матчами американской лиги НБА.
Согласно сообщению Daily Mail, Ким Чен Ын является большим поклонником английского футбольного клуба Манчестер Юнайтед.

### Семья

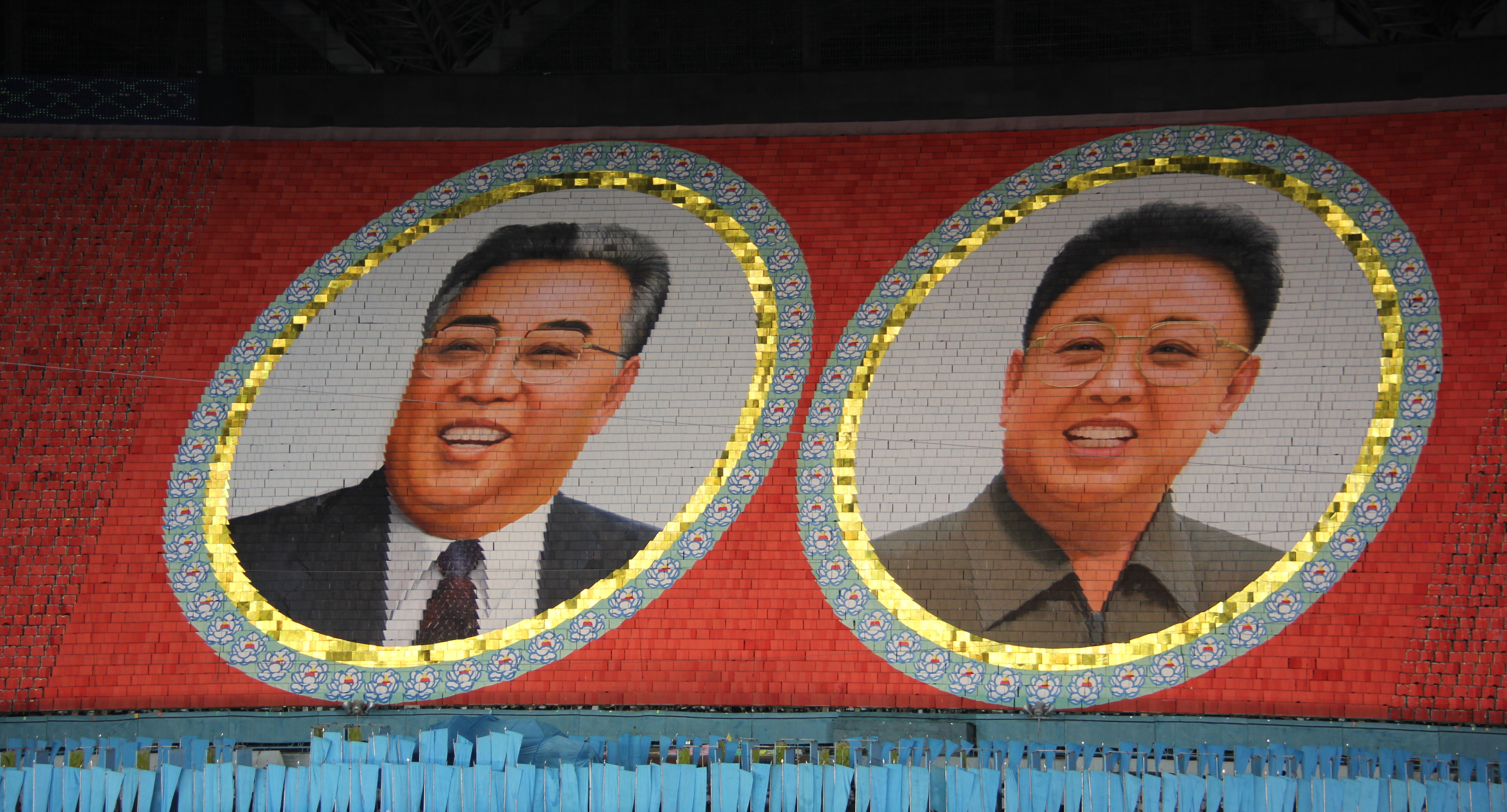
Портреты отца и деда Ким Чен Ына

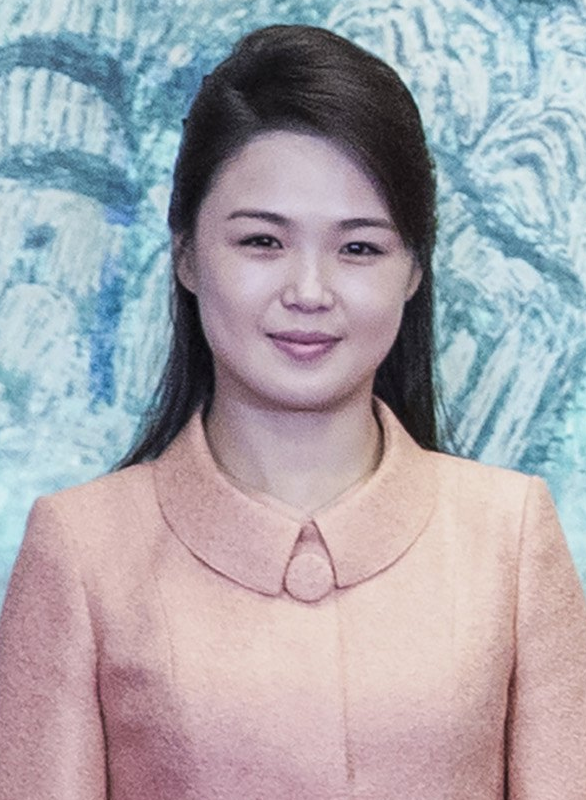
Первая леди КНДР Ли Соль Чжу

В июле 2012 года Государственное телевидение КНДР официально сообщило, что Ким Чен Ын женат. Его супруга (отношения с которой узаконены предположительно в 2009 году) — Ли Соль Чжу (리설주) — выпускница Университета имени Ким Ир Сена в Пхеньяне. Её отец — преподаватель, мать — врач. У Ким Чен Ына и Ли Соль Чжу по сведениям из СМИ есть трое детей: первый ребёнок Ким Чен Чжу родился осенью-зимой 2010 года или зимой 2011 года, второй Ким Чжу Э — родилась в конце декабря 2012 года. В 2017 году у них родился третий ребёнок, имя и пол которого пока не известны.
12 декабря 2013 года официальные северокорейские новостные выпуски опубликовали сообщения о том, что из-за предполагаемого «предательства» Ким приказал казнить своего дядю Чан Сон Тхэка. 9 марта 2014 года Ким Чен Ын был избран без согласия Верховного Народного Собрания[уточнить].
13 февраля 2017 года Ким Чен Нам, изгнанный единокровный брат Ким Чен Ына, во время нахождения в Терминале № 2 международного аэропорта Куала-Лумпура был убит отравляющим веществом VX. Также у лидера КНДР имеется ещё один старший брат Ким Чен Чхоль и младшая сестра Ким Ё Чжон.
Начиная с ноября 2022 года, старшая дочь Ким Чен Ына Ким Чжу Э стала появляться на публике и часто сопровождать своего отца на мероприятиях и упоминаться в северокорейских СМИ.
Резиденция Ким Чен Ына находится в пхеньянском районе Рёнсон.

## Титулы Ким Чен Ына
- Высший руководитель КНДР, руководитель партии, армии и народа (조선민주주의인민공화국의 최고령도자, 우리당과 군대와 인민의 탁월한 령도자, с 19 декабря 2011 года).
- Новая звезда (새로운 별).
- Блистательный товарищ[140] (찬란한 동지).
- «Гений среди гениев» в военной стратегии[141] (천재중의 천재).
- Маршал КНДР (с 18 июля 2012 года)[142].

## Награды
- Юбилейная медаль «75 лет Победы в Великой Отечественной войне 1941—1945 гг.» (13 июня 2019 года, вручена 5 мая 2020 года) — «за большой личный вклад в увековечение памяти погибших и погребенных на территории КНДР советских граждан и проявленную заботу о сохранности захоронений и мемориалов советских воинов в Корейской Народно-Демократической Республике»[143][144][145].
- Юбилейная медаль «80 лет Победы в Великой Отечественной войне 1941—1945 гг.» (2 сентября 2024 года, вручена 27 марта 2025 года) — «за большой личный вклад в увековечение памяти погибших и погребенных на территории КНДР советских граждан»[146][147].